# Open di Zurigo 1992
L'Open di Zurigo 1992 è stato un torneo femminile di tennis giocato sul sintetico indoor. È stata la 9ª edizione del torneo, che fa parte della categoria Tier II nell'ambito del WTA Tour 1992. Si è giocato nell'Hallenstadion di Zurigo in Svizzera, dal 5 all'11 ottobre 1992.

## Campionesse

### Singolare
Steffi Graf ha battuto in finale  Martina Navrátilová con il punteggio di 2–6, 7–5, 7–5

### Doppio
Helena Suková /  Nataša Zvereva hanno battuto in finale  Martina Navrátilová /  Pam Shriver con il punteggio di 7–6(5), 6–4